# Moirax
Moirax es una comuna francesa situada en el departamento de Lot y Garona, en la región Nueva Aquitania.

## Demografía
| 346 | 401 | 476 | 587 | 817 | 998 | 1107 | 1163 | 1167 |
| Para los censos de 1962 a 1999 la población legal corresponde a la población sin duplicidades (Fuente: INSEE [Consultar]) |     |     |     |     |     |      |      |      |